# Собача печера
Собача печера — печера, що розташована на західній околиці Неаполя, Італія.
Свою назву отримала внаслідок заповнення її нижньої половини тяжчим за повітря вуглекислим газом, через що в печеру не можна заходити із собакою та іншими дрібними тваринами, бо вони можуть задихнутись. Вуглекислий газ виділяється через фумароли, численні дрібні тріщини, розташовані на дні печери.
Собача печера згадується в оповіданні Антона Чехова «Зиночка».

## Виноски
1. ↑  А.П Чехов — Зиночка. Архів оригіналу за 23 червня 2008. Процитовано 28 квітня 2009.